# Lac Achard
Pour les articles homonymes, voir Achard.
Le lac Achard est un lac de France situé dans les Alpes, dans le sud de la chaîne de Belledonne, à proximité de la station de sports d'hiver de Chamrousse.

## Géographie

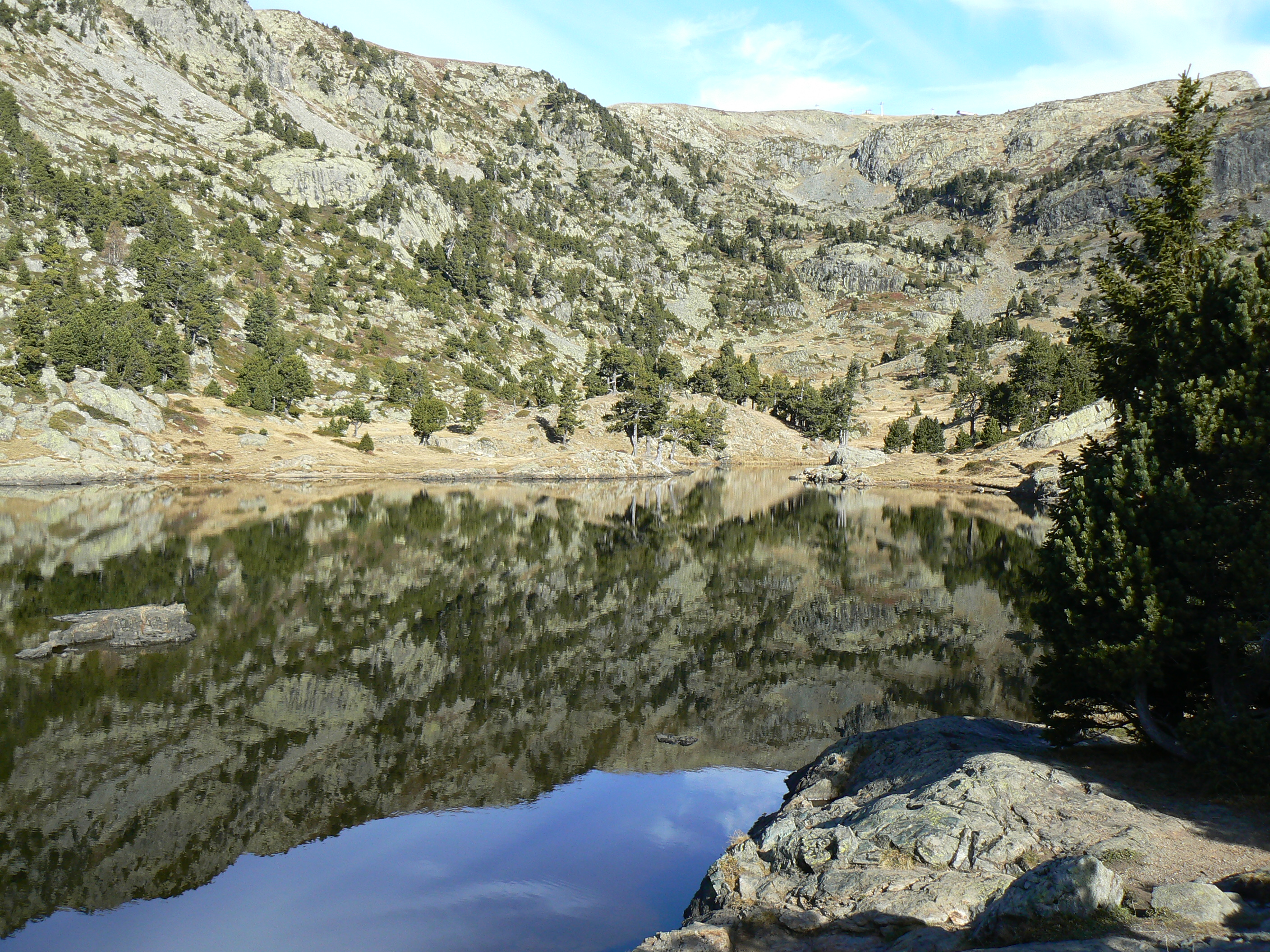
Vue du lac Achard dominée par la Croix de Chamrousse.

Situé à 1 917 mètres d'altitude, le lac Achard occupe le fond de la cuvette d'un cirque naturel et donne naissance au ruisseau de l'Arselle qui coule vers le sud et se jette dans la Romanche, par le ruisseau de Salinière. Le lac est allongé, orienté nord-sud et constitué de deux bassins de tailles inégales séparés par un resserrement de quelques mètres de largeur. Alimenté par les précipitations, les terrains humides qui l'entourent forment plusieurs prairies humides mais aussi des tourbières, notamment en aval du lac. La végétation aux alentours du lac est principalement constituée d'une pelouse alpine et de quelques conifères épars interrompus par des éboulis et des rochers plus ou moins grands. Il est dominé par plusieurs sommets culminant à un peu plus de 2 000 mètres d'altitude, y compris la Croix de Chamrousse au nord ainsi que par plusieurs autres sommets qui constituent le point d'arrivée de plusieurs remontées mécaniques. Son altitude fait qu'il reste gelé et recouvert de neige en hiver, rendant sa détection parfois peu aisée.
Les caractéristiques paysagères du lac Achard et de ses environs du plateau de l'Arselle au Grand Van lui ont valu son classement et sa protection par la direction régionale de l'Environnement de Rhône-Alpes.

## Tourisme

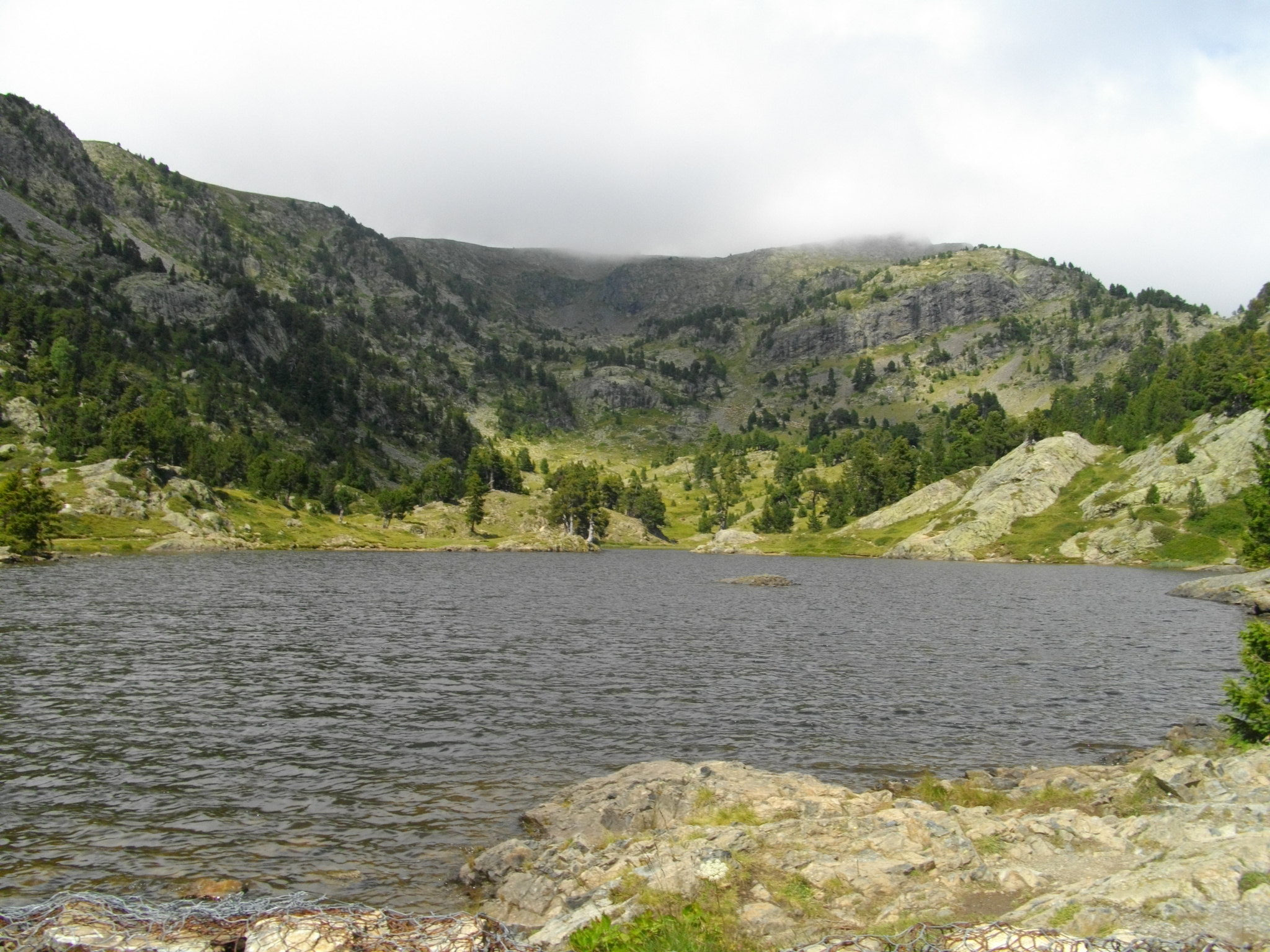
Le Lac Achard.

Accessible par plusieurs sentiers de randonnée, il constitue le but d'une balade populaire et relativement facile au départ de Chamrousse, en période estivale comme hivernale.